# Nucella
In botanica, la Nucella è, riferendoci alle spermatofite ed in particolare alla struttura dell'ovulo maturo, il corpo centrale dell'ovulo. 
Questa corrisponde ad un nucleo di tessuto compatto - retto da un peduncolo chiamato funicolo e protetto dal disseccamento da 1 o 2 involucri detti tegumenti - al cui interno sono contenute, in numero variabile, le ginospore e, a maturità, il ginogamete.